# Daveh Yātāqī
Daveh Yātāqī (persiska: دوه یاتاقی) är en ort i Iran.   Den ligger i provinsen Östazarbaijan, i den nordvästra delen av landet, 400 km väster om huvudstaden Teheran. Daveh Yātāqī ligger 1 933 meter över havet och antalet invånare är 106.
Terrängen runt Daveh Yātāqī är platt åt nordost, men åt sydväst är den kuperad.Runt Daveh Yātāqī är det ganska glesbefolkat, med 22 invånare per kvadratkilometer. Närmaste större samhälle är Īmeshjeh, 5,4 km norr om Daveh Yātāqī. Trakten runt Daveh Yātāqī består i huvudsak av gräsmarker.